# Finks Krieg
Der 1996 erschienene Roman Finks Krieg von Martin Walser schildert den mehr als sechsjährigen vergeblichen Kampf des Beamten Stefan Fink um die Wiederherstellung seiner Ehre. Mit allen juristischen und publizistischen Anstrengungen kann er „dem System“ aus Hessischer Staatskanzlei, Kirchenvertretern, der FAZ und anderen Medien die Rücknahme einer ehrabschneidenden Behauptung nicht abtrotzen. Erschöpft und verbittert geht er schließlich in den Vorruhestand und zieht sich in ein Kloster zurück.
Da der Roman tatsächliche Ereignisse literarisch verarbeitet und mehrere Figuren sogar Realnamen tragen (siehe Abschnitt zu den Figuren) gilt der Roman als Schlüsselroman. Er basiert auf der Affäre Gauland aus den 1980/90er Jahren in Hessen. Der Schriftsteller, der sechs Jahre der Ausarbeitung des Romans widmete, war mit dem Ministerialbeamten Rudolf Wirtz bekannt, der für Walser in ca. 50 Aktenordnern das Material zu seinem Fall gesammelt hatte.
Der Roman wurde später ins Französische, Spanische und Türkische übersetzt.

## Inhalt
Der in seinem Referat für Kirchenangelegenheiten Leitende Ministerialrat Stefan Fink, der der SPD angehört, soll seinen Posten in Wiesbaden räumen, damit nach dem Sieg einer neuen CDU-FDP-Regierung ein Assistent der CDU-Landtagsfraktion für seine langjährigen Dienste im Parlament mit der sogar aufgewerteten Leitungsfunktion in Finks Abteilung belohnt werden kann. Fink hat sein Referat vor 18 Jahren aufzubauen begonnen, das die Verbindung zwischen der Kanzlei des hessischen Ministerpräsidenten und den kirchlichen Gemeinschaften organisiert und moderiert – Themen sind beispielsweise Fragen des Religionsunterrichts und des allgemeinen Säkularisierungsdrucks.
Fink ist seiner Funktion eigentlich überdrüssig: „Zu oft hatte ich in diesen Jahren vor mich hingemurmelt: Nie mehr was mit Kirchen!“ Aber Fink beginnt sich zu wehren: Zunächst mit einer Klage für die Möglichkeit der gleichberechtigten Bewerbung um die höher dotierte Stelle (Konkurrentenklage), dann mit einer Klage gegen die ihn zur Strafe auf eine Nebenstelle versetzende Änderung des Organisationsplans. Mit diesen Klagen gegen seinen vorgesetzten Staatssekretär bzw. die zeitweilig CDU-geführte Staatskanzlei in Wiesbaden wird er Thema unter den Kollegen und in der Öffentlichkeit – noch mehr, als er in beiden Fällen erste Erfolge hat.
Doch die Staatskanzlei wehrt sich gegen Fink in der nächsthöheren Instanz mit einer verhängnisvollen eidesstattlichen Erklärung: Die Umsetzung des Beamten sei notwendig geworden, weil sich Vertreter von Religionsgemeinschaften, die nicht genannt werden dürften, über den Beamten Fink zunehmend beschwert hätten. Mit dieser Notlüge ist die Ehrabschneidung und damit der eigentliche Casus Belli in der Welt, der, grob gezählt, an die dreißig juristische und publizistische Aktionen im zunehmend unübersichtlichen Hin und Her zwischen Fink und der Staatskanzlei auslöst.
Fink, selber Jurist, bedient sich im Angriff des ihm aus seiner Arbeit bekannten Arsenals: Umfangreiche Schriftsätze wollen die Fakten immer wieder besser erklären und seinem Anwalt oder seinen Unterstützern damit helfen, ihre Eingaben oder Artikel der Fachzeitschriften vorzubereiten – schließlich sind mehr als neunzig Ordner gefüllt. Im kleinen Stellungskrieg der täglichen beruflichen Kontakte erscheint er nie mehr ohne Papier und Bleistift für seine Protokollnotizen und schon die Sitzordnung, die Begrüßung und seine verbalen Zwischentöne werden Funktionen seines Kampfes.
Dieser Krieg verändert Fink: „Dass das Gesundheit und Leben kosten kann, in einem Rechtsstaat sein Recht zu wollen, dämmerte ihm allmählich.“ Nach Rückschlägen verliert er seine Luft zum Atmen und seine Stimme, Haare und Zähne, nimmt an Gewicht und Empfindlichkeiten zu, wird im übertragenen Sinn „taub durch Feindseligkeit“ und misstrauisch auch gegenüber seinen wichtigsten Unterstützern. Sein Umfeld listet er in drei Spalten: Abgefallene, Feiglinge und Verräter. Als seine Beschwerde gegen die Einstellung seines Verfahrens zurückgewiesen wird, kann er nur noch mit Rotwein und Tabletten einschlafen; wenn das nicht funktioniert, studiert er im Beamtenversorgungsgesetz die Passagen über den Freitod: „Die Welt ist alles, was mein Fall ist,“ wandelt er ein Zitat von Ludwig Wittgenstein ab.
Dieser Krieg verändert auch Finks soziales Umfeld: Er wird zur „Unperson“. Seine Familie und auch seine Kollegen haben bald genug von ihm. Auch die zur Richtigstellung gedrängten Kirchenvertreter, die es sich nicht mit der für ihre Lobbyarbeit wichtigen Staatskanzlei verderben wollen, ziehen sich von ihm zurück. Nach einem erneuten Regierungswechsel drängt selbst der neue SPD-Staatssekretär auf eine gütliche Einigung, da er seinem Vorgänger, der den Konflikt ausgelöst hat, zu einem Gefallen verpflichtet ist. So kämpft Fink den Krieg um sein Leben letztlich mit einem „Ein-Mann-Heer“: „Jemand, der um sein Leben kämpft, [kann] nicht aufhören, um sein Leben zu kämpfen.“ Aber als schließlich die Witwe seines längsten und angeblich besten Freundes ihm eröffnet, der habe sich aus Gründen der eigenen Karriere gegenüber den Machthabern immer wieder von ihm, Fink, distanziert, begreift er, dass sein Kampf nicht zu gewinnen ist. Er kündigt seinen Vorruhestand an und zieht sich ins Kloster Melchtal in die Schweiz zurück.

## Komposition und Erzählweise
Der Text ist in vier größere Abschnitte mit inhaltsumreißenden Überschriften gegliedert: Der Rausschmiss (47 Seiten), Unperson (135 Seiten), Distelblüten (72) und Höhengewinn (54 Seiten). Nach den Eröffnungszügen des Rausschmisses schildert der Abschnitt Unperson in zweiundzwanzig wie mit Registerkarten aus Finks riesiger Dokumentation getrennten Unterkapiteln zwischen zwei und vierzehneinhalb Seiten Umfang den Schlagabtausch zwischen Fink und der Staatskanzlei. In der erzählten Zeit von rund sechseinhalb Jahre vom November 1988 bis zum März 1994 bekommt Fink zwar seine Stelle zurück, aber seinem Ziel der Rehabilitierung nicht näher. Diese von Siegeszuversichten zu tiefen Enttäuschungen wechselnde Erzählung bildet den Kern der Unrechtsgeschichte. Die folgenden Distelblüten schildern die sich im Nachhinein auflösenden kleinen Erfolge und der Höhengewinn schließlich die Flucht in die Berge und die Suche nach einem Standpunkt mit neuer Übersicht.
Walser erzählt, der Arbeitsweise der Hauptfigur angepasst, überwiegend in wenig komplizierten Hauptsatzreihen eines parataktischen Stils, der die nüchterne Faktenorientierung unterstreicht. Auffälliger als die für das Thema erforderliche juristische Terminologie ist die Selbstreflexion Finks in militärischen Begriffen von Angriff, Schlachtordnung, Hauptkampftag, Winteroffensive usw. – obwohl nur mit wenigen „Hilfstruppen“, imaginiert sich Fink als Feldherr im Krieg gegen einen Unrechtsstaat.
Während zunächst der Erzähler die Entwicklungen in der Ich-Form aus der Perspektive Finks schildert, wird die Erzählstimme mehrmals und am Ende fast ausschließlich von Finks Alter Ego übernommen, der „uns“ zu Mäßigung und Gelassenheit zu bewegen versucht, während „der Beamte Fink“ sich aus Verzweiflung in Maßlosigkeit und unflätige Beschimpfungen steigert.
Die anfängliche Notlüge des Staatssekretärs, die Feigheit der Kirchenvertreter, diese richtigzustellen, die Unmöglichkeit, die Legitimität der Staatskanzlei in Frage zu stellen, und ganz allgemein die Kumpanei der Mächtigen verleiten den Beamten Fink dazu, eine partielle Kontinuität von Nationalsozialismus und „dem System“ der Bundesrepublik zu behaupten: „In den Jahrzehnten nach 1945 verlor der deutsche Soldat diesen Krieg zum zweiten, dritten, vierten … Mal. (…) [Wir verlieren] diesen Krieg seitdem immer aufs Neue und immer noch furchtbarer.“ Als der Bischof von Limburg eine „großartige Erklärung zum Asylrecht“, aber nicht zu Finks Ehrenrettung veröffentlicht, kommentiert Finks Ich-Stimme: „Jeder hat seine Autobahnen gebaut.“ Fink beschließt am Ende, seine Lebensgeschichte als „Tractatus skatologikus“, etwa: Traktat mit oder über Obszönitäten, zu veröffentlichen: „Inzwischen weiß ich, warum Scheiße das Hauptwort unserer Sprache ist.“
Sein Alter Ego, bisher nur Finks interner und meist überhörter Kritiker, gewinnt allmählich die Oberhand. Er sympathisiert zwar mit der „Arschloch-Drecksack-Sprache des Beamten Fink“: „Ich entdeckte in dieser Drecks-Sprache meine Geschichte.“ Aber sein Gegenprojekt ist die Verwandlung der maßlosen Wut in Höhengewinn, in eine Haltung der bitteren Ironie und des Humors. Das Projekt nennt er „Lobe deine Feinde“ und will „Minen der Erleuchtung“ auf Finks Lebensweg auslegen – schon erste Schritte würden mit mehr Gelassenheit belohnt werden. Erst durch seine Feinde sei Fink schließlich von seiner ungeliebten Stelle erlöst worden, habe den „Mäusepfaden aller Ministerialräte als eine weitere graue Maus“ entsagen und dadurch ein Jemand werden können: „Nichts ist günstiger für einen bis dahin eher unscheinbar gebliebenen Mann, als dass ihm Unrecht widerfährt.“
Der Roman klingt aus, indem Finks anfängliches Sträuben gegen die neue Haltung in einen Ansatz der Zustimmung übergeht: „Wieder so eine Kopfreaktion, die kein Nicken ist, aber doch eher ein Nicken als ein Kopfschütteln. […] Oh, schön, er nickt.“

## Figuren
Nachfolgend die wichtigsten Figuren des Romans, hinter denen sich zum Teil reale Personen verbergen:
| Romanfigur         | Realname            | Funktion                                       |
| ------------------ | ------------------- | ---------------------------------------------- |
| Stefan Fink        | Rudolf Wirtz        | Leitender Ministerialrat                       |
| Tronkenburg        | Alexander Gauland   | Chef der hessischen Staatskanzlei              |
| Schmetternich      | Hans Joachim Suchan | Chef der hessischen Staatskanzlei (Nachfolge)  |
| Franz Kamphaus     | Franz Kamphaus      | Bischof von Limburg                            |
| Joseph Fischer     | Joseph Fischer      | Grünen-Politiker                               |
| Werner Böckenförde | Werner Böckenförde  | Limburger Domkapitular, Kirchenrechtler        |
| Ignatz Bubis       | Ignatz Bubis        | Vorsitzender der Jüdischen Gemeinde Frankfurt  |
| Max Willner        | Max Willner         | Vorsitzender der Jüdischen Gemeinden in Hessen |
| Franz Karl Moor    | –                   | Bester Freund Finks                            |

## Bezüge in der Literatur
Der Roman erzählt den vergeblichen Kampf um eine „längst fällige Korrektur einer Justiztragödie“. Mehrfach werden von Fink, von Unterstützern und seinen Gegnern die historischen bzw. literarischen Figuren von Michael Kohlhaas sowie Don Quijote erwähnt und Fink beschriftet alle seine Ordner mit „DGG: David gegen Goliath“. Der Roman weist die Interpretationen in diese drei Richtungen der naheliegenden Perspektiven, die aber nicht einfach übertragbar sind: Im Unterschied zu Kohlhaas wird Fink kein Terrorist, im Unterschied zur Figur des Don Quijote nicht verrückt und als David verliert er gegen den Goliath der Macht. Zusätzlich wird in der Literatur auf Anspielungen auf die Erzählung Der Doppelgänger von Fjodor Dostojewski hingewiesen.

## Weitere Rezeption
Die Veröffentlichung des Romans wurde durch die Frankfurter Allgemeine Zeitung (FAZ) begleitet. Sie versuchte nach Ansicht von Beobachtern frühzeitig, die reale Geschichte hinter Finks Krieg zu verschleiern. Entgegen der ursprünglichen Richtlinie des FAZ-Mitherausgebers Frank Schirrmacher stellte die Zeitung später die Namen der beteiligten Personen vor.
Der Publizist und ehemalige Staatssekretär Alexander Gauland, einer der Protagonisten des Romans, rezensierte das Buch während des Erscheinens in der FAZ (Ich war Tronkenburg) und hielt darin Martin Walser Unkenntnis der Frankfurter und Wiesbadener Zustände vor. Die gewährte Selbstrezension wurde vom Chefredakteur der Wochenzeitung Die Zeit, Robert Leicht, scharf kritisiert.
Das Buch stand 1996 auf den Bestsellerlisten des Spiegels (Mai bis Juni) und des Focus (April bis Juni) und wurde in allen überregionalen deutschen Feuilletons, aber auch u. a. in der Neuen Zürcher Zeitung, im Times Literary Supplement und in der World Literature Today besprochen.

## Ausgabe
- Martin Walser: Finks Krieg. Roman. Suhrkamp, Frankfurt am Main 1996, ISBN 3-518-40791-0. (Hörbuch 1996, Taschenbuch 1998)

Übersetzungen:
- Ins Französische durch Michel Cadot: La guerre de Fink: roman. Hachette Littératures, Paris 1998, ISBN 2-01-235316-9.
- Ins Spanische durch Daniel Najmías: La guerra de Fink (= Palabra en el tiempo. 285). Ed. Lumen, Barcelona 2000, ISBN 84-264-1285-8.
- Ins Türkische durch Sibel Aslan Yeşilay: Fink'in savaşı: roman (= Çağdaş dünya yazarları). Can Yayınları, İstanbul 2001, ISBN 975-510-857-2.

### Analysen / Hintergründe
- Verena Auffermann: Dicke, fiese Suppe. In: Süddeutsche Zeitung, 4. März 1996, S. 12.
- Martin Walser: Finks Krieg. In: Norbert Bachleitner: Kleine Geschichte des deutschen Feuilletonromans (= Narr-Studienbücher). Narr, Tübingen 1999, ISBN 3-8233-4972-4, S. 173 ff.
- Michel Cadot: Finks Krieg von Martin Walser. Eine Metamophose des Doppelgängers von Dostojevskij. In: Horst-Jürgen Gerigk (Hrsg.): Literarische Avantgarde. Festschrift für Rudolf Neuhäuser. Mattes, Heidelberg 2001, ISBN 3-930978-14-8, S. 29 ff.
- Adolf Kühn: Wer ist wer bei Walser?. In: Frankfurter Allgemeine Sonntagszeitung, 3. März 1996, Nr. 9, S. 3.
- Robert Leicht: Der Fall, der „Finks Krieg“ zugrunde liegt. In: Die Zeit, 13/1996, 22. März 1996.
- Matthias N. Lorenz: „Auschwitz drängt uns auf einen Fleck“. Judendarstellung und Auschwitzdiskurs bei Martin Walser. Mit einem Vorwort von Wolfgang Benz, Metzler, Stuttgart u. a. 2005, ISBN 978-3-476-02119-9, S. 374 ff.
- Karin Ockert: Finks Krieg oder das Kohlhaas-Syndrom. Formalisierung des Vokabulars und Subjektivität der Sprache. In: Frank Degler, Christian Kohlroß (Hrsg.): Epochen – Krankheiten. Konstellationen von Literatur und Pathologie (= Das Wissen der Literatur. Band 1). Röhrig, St. Ingbert 2006, ISBN 3-86110-374-5, S. 159 ff.
- Martin Reinhold Engler: Identitäts- und Rollenproblematik in Martin Walsers Romanen und Novellen (= Cursus. Band 16). Iudicium, München 2001, ISBN 3-89129-466-2, S. 275 ff.
- Rainer Wahl: Kann es die Gesundheit und das Leben kosten, in einem Rechtsstaat sein Recht zu wollen? Überlegungen zu Martin Walser: „Finks Krieg“. In: Neue Juristische Wochenschrift 1999, 1920.

### Rezensionen
- Michael Butler: Taking on the system. In: Times Literary Supplement, Nr. 4893 (10. Januar 1997), S. 22.
- Alexander Gauland: Ich war Tronkenburg. In: Frankfurter Allgemeine Zeitung, Nr. 53, 2. März 1996, S. 27.
- Volker Hage: Kohlhaas im Amt. Volker Hage über Martin Walsers neuen Roman „Finks Krieg“. In: Der Spiegel, Nr. 13, 25. März 1996, S. 231.
- Andrea Köhler: Der Gerechtigkeitsidiot. Martin Walsers Roman „Finks Krieg“. In: Neue Zürcher Zeitung, 30. März 1996, S. 45.
- Hans Christian Kosler: Am meisten recht hat der, der stirbt. In: Süddeutsche Zeitung, 30. März 1996.
- Tilman Krause: Wie Martin Walser sich in Aktenbergen verliert. Kreuzzug eines Staatsbediensteten. In: Handelsblatt, Nr. 63, 28. März 1996, S. B3.
- Jörg Lau: Mittelmaß, Macht und Wahn. In: die Tageszeitung, 28. März 1996, S. 17.
- Hajo Steinert: Martin Walser. In: Deutsche Literatur 1996. Jahresrückblick. Reclam, Stuttgart 1997, S. 246 ff. (aus dem Focus)
- Erich Wolfgang Skwara: Finks Krieg by Martin Walser. In: World Literature Today 71 (1997) 1, S. 140 f. doi:10.2307/40152642
- Elke Schmitter: Mein Fall, die Welt. In: Die Zeit, 13/1996, 22. März 1996.
- Gerhard Schulz: Einer wacht über die Welt. In: Frankfurter Allgemeine Zeitung, 22. Juni 1996, Nr. 143, S. B5.

### Interviews
- Romanhelden. „Allmählich amüsiert es mich“ (Interview mit Alexander Gauland). In: Der Spiegel, Nr. 12, 18. März 1996, S. 234.
- Hans Halbig: „Ein Roman ist ein Roman“. Fünf Fragen an Martin Walser (Interview mit Martin Walser). In: Der Tagesspiegel, NR. 15560, 8. März 1996.
- Franz Kotteder: Ein Mächtiger ist wie Beethoven ohne Musik (Interview mit Martin Walser). In: Süddeutsche Zeitung, 18. April 1996, Ausgabe München, S. 15.
- Stephan Sattler, Rainer Schmitz: Die Wirkung der Literatur (Interview mit Martin Walser). In: Focus, Nr. 20, 13. Mai 1996, S. 124–128.